# Кингс Појнт (Флорида)
Кингс Појнт (енгл. Kings Point) град је у америчкој савезној држави Флорида.

## Демографија
По попису из 2000. године број становника је 12.207.
| Група             | 2000.          | 2010.    |
| Белци             | 11.976 (98,1%) | 0 (0,0%) |
| Афроамериканци    | 33 (0,3%)      | 0 (0,0%) |
| Азијати           | 22 (0,2%)      | 0 (0,0%) |
| Хиспаноамериканци | 138 (1,1%)     | 0 (0,0%) |
| Укупно            | 12.207         | 0        |